# Plebiscito constitucional de Uruguay de 1962
El 25 de noviembre de 1962 se realizó un plebiscito constitucional en Uruguay junto a las elecciones generales. Las enmiendas propuestas para la constitución fueron rechazadas con el 83% de los votos.

## Propuestas
Las enmiendas fueron propuestas por el sector Herrerista-Ruralista del Partido Nacional a través de la Asamblea General, y proponía reintroducir el sistema de gobierno presidencialista para remplazar el sistema de gobierno colegiado.

## Resultados
| Opción                             | Votos     | %     |
| ---------------------------------- | --------- | ----- |
| A favor                            | 195,623   | 16.71 |
| En contra                          | 975,397   | 83.29 |
| Total                              | 1,171,020 | 100   |
| Votantes Registrados/participación | 1,526,868 | 76.69 |
| Fuente: Democracia Directa         |           |       |